# Ovid
Pour l’article ayant un titre homophone, voir Ovide.
Ne doit pas être confondu avec Ovid (ville, New York).
Le village d'Ovid est un des deux sièges du comté de Seneca, situé dans l'État de New York, aux États-Unis.

## Démographie
| Groupe            | Ovid | New York | États-Unis |
| ----------------- | ---- | -------- | ---------- |
| Blancs            | 93,7 | 65,8     | 72,4       |
| Métis             | 2,5  | 3,0      | 2,9        |
| Afro-Américains   | 1,7  | 15,9     | 12,6       |
| Autres            | 1,2  | 7,5      | 6,2        |
| Asiatiques        | 0,8  | 7,3      | 4,8        |
| Amérindiens       | 0,2  | 0,6      | 0,9        |
| Total             | 100  | 100      | 100        |
|                   |      |          |            |
| Latino-Américains | 2,3  | 17,6     | 16,7       |

| 1930 | 1940 | 1950 | 1960 | 1970 | 1980 |
| ---- | ---- | ---- | ---- | ---- | ---- |
| 649  | 687  | 664  | 571  | 463  | 439  |

| 1990 | 2000 | 2010 | - | - | - |
| ---- | ---- | ---- | - | - | - |
| 349  | 330  | 318  | - | - | - |

Selon l'American Community Survey, pour la période 2011-2015, 96,51 % de la population âgée de plus de 5 ans déclare parler anglais à la maison alors que 2,57 % déclare parler une langue chinoise et 0,92 % une autre langue.

## Source
- (en) Cet article est partiellement ou en totalité issu de l’article de Wikipédia en anglais intitulé « Ovid (village), New York » (voir la liste des auteurs).

1. ↑  (en) « Ovid, NY Population - Census 2010 and 2000 », sur censusviewer.com.
2. ↑  (en) « Population of New York - Census 2010 and 2000 », sur censusviewer.com.
3. ↑  (en) « Statistiques des États-Unis - Colorado - Profils des communautés de 2010 » (consulté en mai 2021)
4. ↑  (en) « Language spoken at home by ability to speak English for the population 5 years and over », sur factfinder.census.gov.